# Такахиро Футагава
Такахиро Футагава (јап. 二川 孝広; 27. јун 1980) јапански је фудбалер.

## Каријера
Током каријере играо је за Гамба Осака, Токио Верди и Точиги.

## Репрезентација
За репрезентацију Јапана дебитовао је 2006. године.

## Статистика
| Јапан  | Јапан | Јапан |
| Год.   | Ута.  | Гол.  |
| ------ | ----- | ----- |
| 2006   | 1     | 0     |
| Укупно | 1     | 0     |